# Alfa Centaura
Alfa Centaura ili Alpha Centauri (α Centauri/α Cen, Rigil Kentaurus, Toliman) je višestruka i najsjajnija zvijezda južnog zviježda Centaur, te treća najsjajnija zvijezda na našem nebu, prividne magnitude – 0,27. Ne vidi se iz naših krajeva. Zviježđe Centaur vidljiva je od siječnja do srpnja, a kulminira tijekom travnja i nije vidljiva sa sjeverne polutke na zemljopisnim širinama većim od 30°. Alfa Centaura je poslije Sunca najbliža zvijezda planetu Zemlji, ali i pored toga tek je peta po sjaju sa svojom prividnom magnitudom 0,06, a nalazi se na udaljenosti od 4,366 svjetlosne godine od Zemlje. Koordinate Alfa Centaura u sfernom nebeskom ekvatorskom koordinatnom sustavu su 14 sati i 36 minuta (rektascenzija) i -60°38' (deklinacija). Ova zvijezda pripada spektralnoj klasi G2 (prema spektralnoj klasifikaciji), kao i Sunce.
Alfa Centaura je trostruki zvjezdani sustav zvijezda najbližih Suncu. Alfa Centaura A (prividne magnitude – 0,01) malo je veća i malo sjajnija od Sunca (površinske temperature 5 790 K), Alfa Centaura B manja je od Sunca i manje sjajna (površinske temperature 5 260 K). One eliptično obilaze zajedničko središte mase (baricentar) s periodom od 80 godina. Treća je zvijezda Proksima Centaura (Alfa Centaura C), crveni patuljak površinske temperature 3000 K, koji je od gravitacijskoga središta para udaljen 13 000 astronomskih jedinica, a obilazi ga s periodom duljim od 100 000 godina.

## Zviježđe Centaur
Centaur ili Kentaur (lat. Centaurus, oznaka: Cen) je veliko zviježđe južnoga neba koje se nalazi između zviježđa Jedro, Kobilice, Križa, Muhe, Sisaljke, Šestara, Vodene zmije (ženske) i Vuka. U obliku je kentaura, mitskoga bića koje je napola čovjek, napola konj. U sastavu zviježđa nalazi se zvijezda najbliža Suncu, Proksima Centaura, udaljena 4,29 svjetlosnih godina. Ona je slabo vidljiv pratilac zvijezde Alfa Centaura (α Cen). U zviježđu se nalaze još i sjajne zvijezde Hadar (β Cen), Menkent (θ Cen), najveći kuglasti zvjezdani skup Omega Centaura (NGC 5139), spiralna galaktika NGC 4444, lećasta galaktika NGC 5128 i drugo.

### Proksima Centaura
Proksima Centaura (lat. proxima: najbliža), Proxima Centauri ili Alfa Centaura C je zvijezda najbliža Suncu, udaljena 4,22 svjetlosnih godina, prividne magnitude 11,05. Nalazi se u trojnom sustavu zvijezde Alfa Centaura. Crveni je patuljak mase oko 8 puta manje od Sunčeve, oko 7 puta manjega promjera, oko 588 puta manjega i bljeskovito promjenljiva sjaja (bljeskovita zvijezda) i površinske temperature 3 042 K. Proksima Centaura b, Proxima Centauri b (ponekad jednostavnije Proxima b) je ekstrasolarni planet koji ima putanju oko crvenog patuljka Proksima Centaura, najbliže zvijezde našem Suncu. Udaljen je oko 4,2 svjetlosne godine (1,3 parsek) od Zemlje u zviježđu Centaur. To je najbliži poznati ekstrasolarni planet, ali je mala mogućnost da je naseljen sa živim svijetom.

#### Proksima Centaura b
Proksima Centaura b ili Proxima Centauri b (ponekad jednostavnije Proxima b) je ekstrasolarni planet koji ima putanju oko crvenog patuljka Proksima Centaura, najbliže zvijezde našem Suncu. Udaljen je oko 4,2 svjetlosne godine (1,3 parsek) od Zemlje u zviježđu Centaur. To je najbliži poznati ekstrasolarni planet, ali je mala mogućnost da je naseljen sa živim svijetom.
U kolovozu 2016., Europski južni opservatorij je objavio da su otkrili taj planet. Vrlo veliki teleskop ili VLT u suradnji s drugim institucijama nedvojbeno je dokazao kako se oko nama najbliže zvijezde (Proksima Centaura) nalazi planet veoma sličan Zemlji. Znanstveni rad o tome objavljen je u časopisu Nature od 25. kolovoza 2016. Bile su potrebne 3 pune godine mukotrpnog rada od prvih nagovještaja da bi se oko Proksime Centaura nešto zanimljivo moglo nalaziti do potvrde otkrića. Proxima b udaljena je od zvijezde 7 milijuna kilometara, a njezina je masa 1,3 puta veća od Zemljine. Iako se ova značajke ne poklapaju sa Zemljinim, imajući u vidu svojstva Proksime Centaura, dolazimo do činjenica kako se otkriveni planet nalazi u nastanjivoj zoni.
Relativna blizina planeta znanstvencima omogućuje da ga detaljnije istraže i otkriju ima li atmosferu i tekuću vodu, za koje se vjeruje da su neophodni za razvoj i održavanje života. Buduća istraživanja također bi mogla utvrditi ima li u atmosferi tragova kemijskih spojeva poput metana koji su rezultat životnih procesa, navodi se u članku objavljenom u časopisu Nature. Planet koji je udaljen od Zemlje 4,2 svjetlosne godine, odnosno oko 40 bilijuna kilometara, najbliži je od oko 3 500 planeta koji su dosad otkriveni u drugim zvjezdanim sustavima od 1995. Proxima b napravi krug oko svoje zvijezde za samo 11 dana, u usporedbi sa Zemljinom putanjom od 365 dana. To znači da je taj planet puno bliži svojoj matičnoj zvijezdi od Zemlje. No Proksima Centaura je puno manja i manje sjajna od Sunca, pa je putanja planeta na pravoj udaljenosti kako bi se na njemu mogla održati tekuća voda. Ipak, znanstvenici nisu sigurni može li se život razviti na planetima koji kruže oko zvijezda klase crvenih patuljaka, poput Proksime Centaura, jer se pretpostavlja da su takvi planeti na meti snažnog zračenja. Magnetsko polje i atmosfera mogli bi zaštititi mogući život od tako snažnog zračenja, ali zasad nije poznato ima li Proksima b ijedno od toga. Do otkrića Proksime b, najbliži otkriveni planet sličan Zemlji Wolf 1061c, kruži oko zvijezde poznate pod imenom Wolf 1061, udaljene oko 13,8 svjetlosnih godina.

## Vanjske poveznice
- eSky : Alpha Centauri